# 酒見寺
酒見寺（さがみじ、さがみでら）は、兵庫県加西市にある高野山真言宗の寺院。山号は泉生山（せんしょうざん）。本尊は十一面観世音菩薩。聖武天皇の勅願寺、行基が開いたとされる。新西国三十三箇所第29番札所。

## 歴史
寺伝によれば、天平17年（745年）、酒見明神の神託を受けた行基が聖武天皇に奏上し、寺号を泉生山 酒見寺として開創したという。勅願寺であり、隣接する酒見明神社（現・住吉神社）の別当寺となった。
平安時代から毎年勅使の参詣が行われていた当寺であるが、2度全山を焼失している。平治元年（1159年）の平治の乱での全山焼失の際は二条天皇の御朱印を賜い勅により再建されている。
天正年間（1573年 - 1592年）にも兵火で再び全山が焼失した。その後、江戸時代に入り、姫路城主となった池田輝政が姫路城の守護寺に定めて援助を行い、池田家の転封後は本多忠政の援助を受け、寛永年間（1624年 - 1643年）に江戸幕府の命を受けた実相院隆恵によって再興された。さらに江戸幕府3代将軍徳川家光が朱印寺と定め、代々将軍から朱印状と所領60石を下附されて隆盛し、これまで天皇や幕府、藩により厚く保護されてきた。

## 境内
北条町の街中にあり、住吉神社と隣接する。間には小さな池があり、石橋でつながっている。南端に楼門があり、そこから北に延びる参道の左右に地蔵堂、多宝塔、観音堂、常行堂が建つ。参道の突き当たりに本堂が建ち、東側に鐘楼 、西側には辨才天堂、裏手には御影堂と、土塀に囲まれて庫裏、護摩堂・持仏堂が建つ。
- 本堂（根本堂、加西市指定有形文化財） - 元禄2年（1689年）再建。入母屋造、裳階付、二層屋根、本瓦葺、平入り。本尊の十一面観音、脇仏持国天、多聞天を安置。
- 御影堂（加西市指定有形文化財） - 弘法大師像を祀る。17世紀後期建立。
- 毘沙門堂
- 辨才天堂
- 鐘楼（兵庫県指定有形文化財） - 寛文4年（1664年）再建。彩色、折衷様。梵鐘も兵庫県指定有形文化財。
- 本坊
  - 護摩堂・持仏堂（加西市指定有形文化財） - 歴代天皇と、歴代徳川将軍の位牌をまつる。18世紀後期建立。
  - 庫裏
  - 書院
  - 表門
- 観音堂（加西市指定有形文化財） - 19世紀中期建立。
- 多宝塔（重要文化財） - 寛文2年（1662年）再建。彩色、折衷様。屋根の上重は桧皮葺、下重は瓦葺という珍しい造りとなっている。
- 地蔵堂（加西市指定有形文化財） - 宝暦4年（1754年）建立。
- 常行堂（引聲堂、加西市指定有形文化財） - 阿弥陀堂、安産堂とも呼ばれる。播州酒見の念仏道場。19世紀前期建立。
- 楼門（加西市指定有形文化財） - 文政8年（1825年）再建。三間一戸、入母屋造、本瓦葺、神田左衛門作。

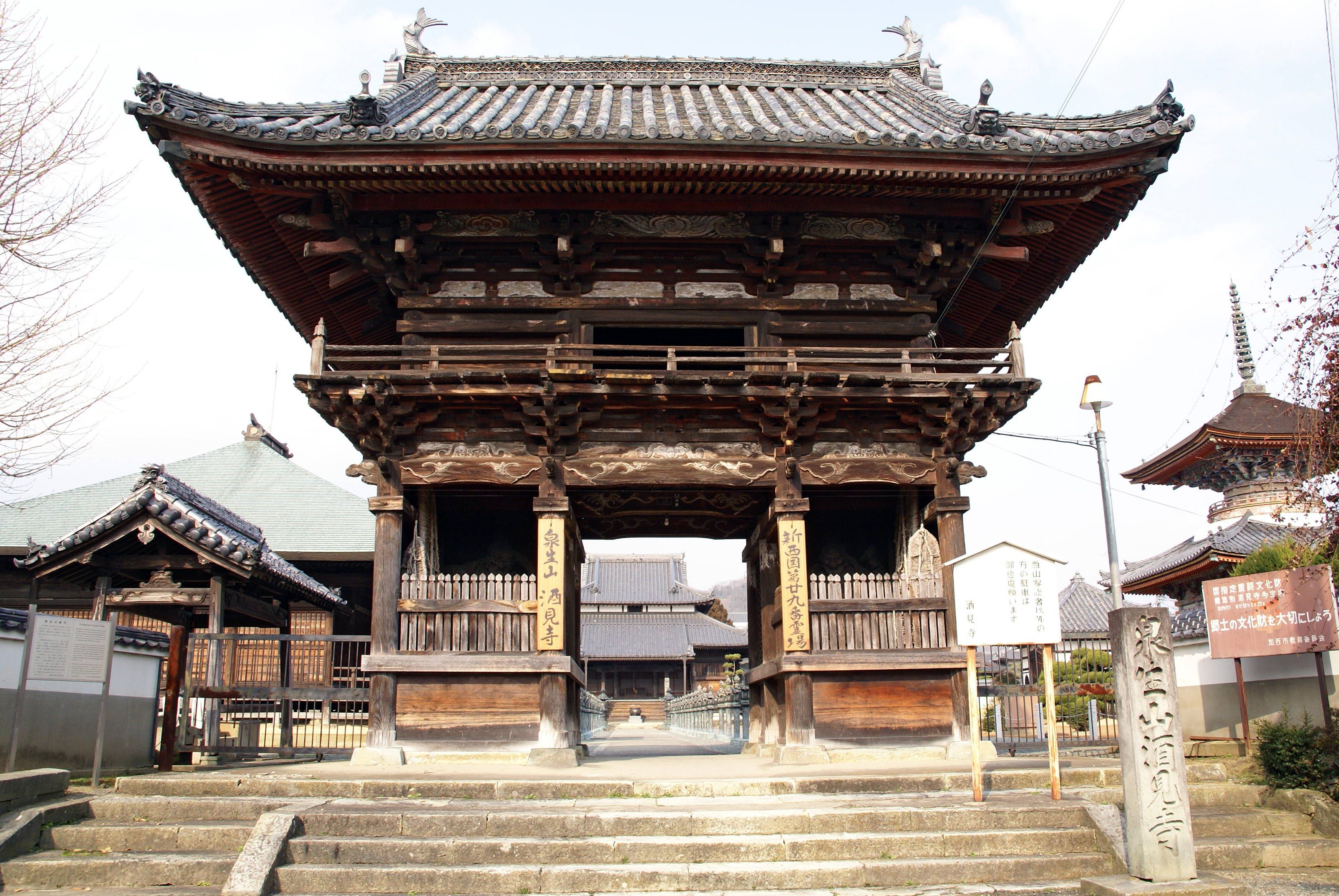
楼門
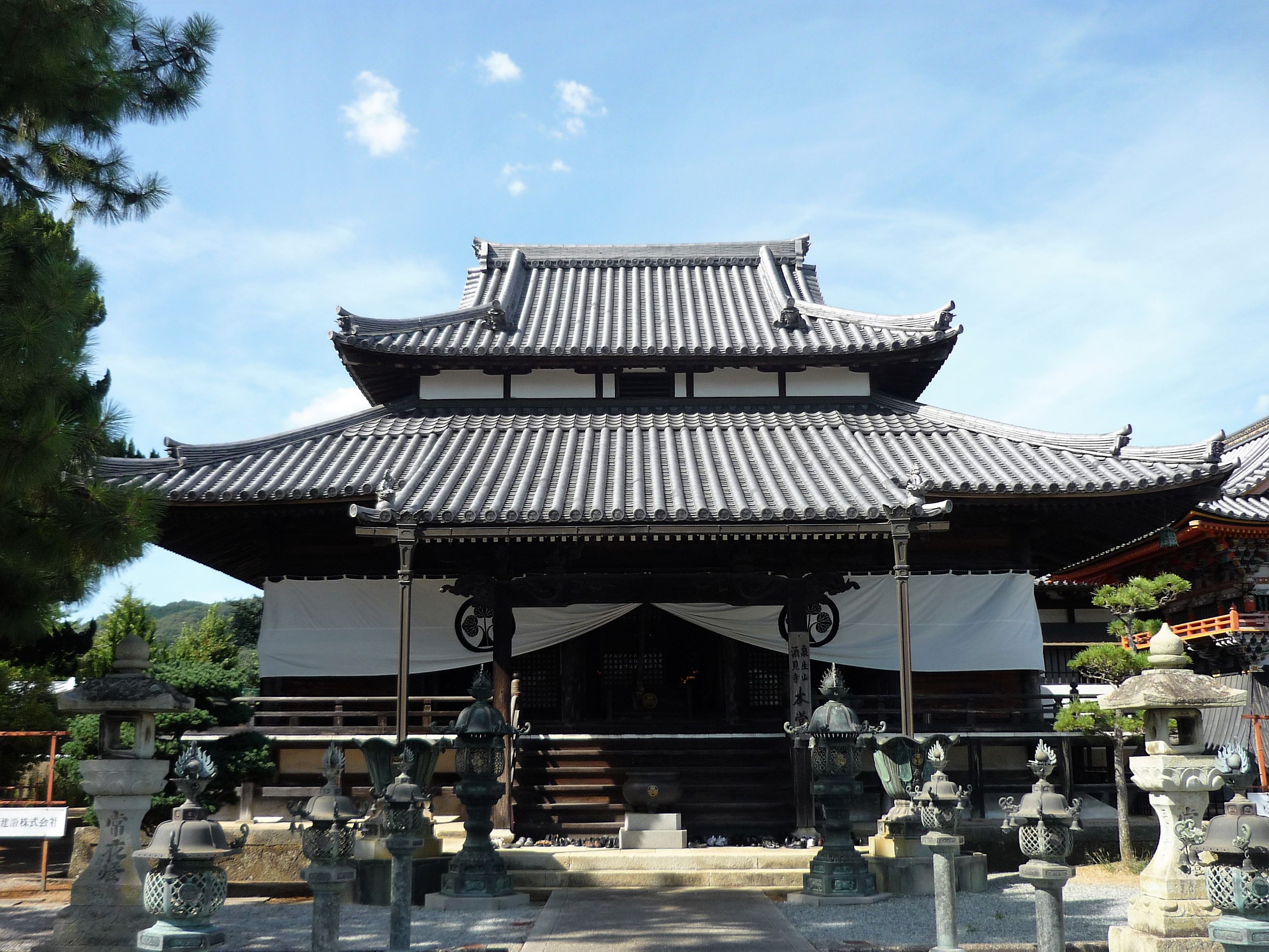
本堂
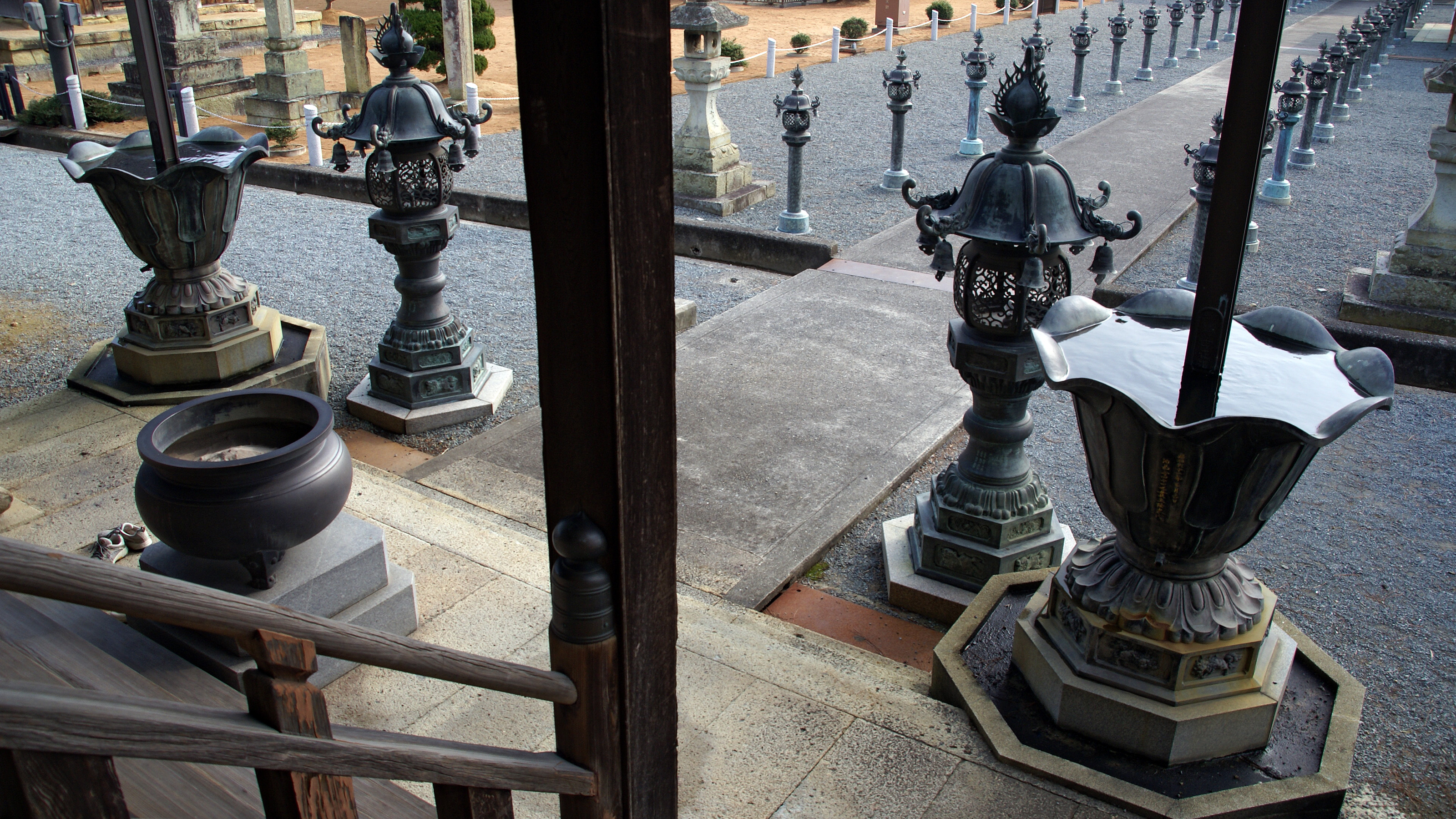
本堂前
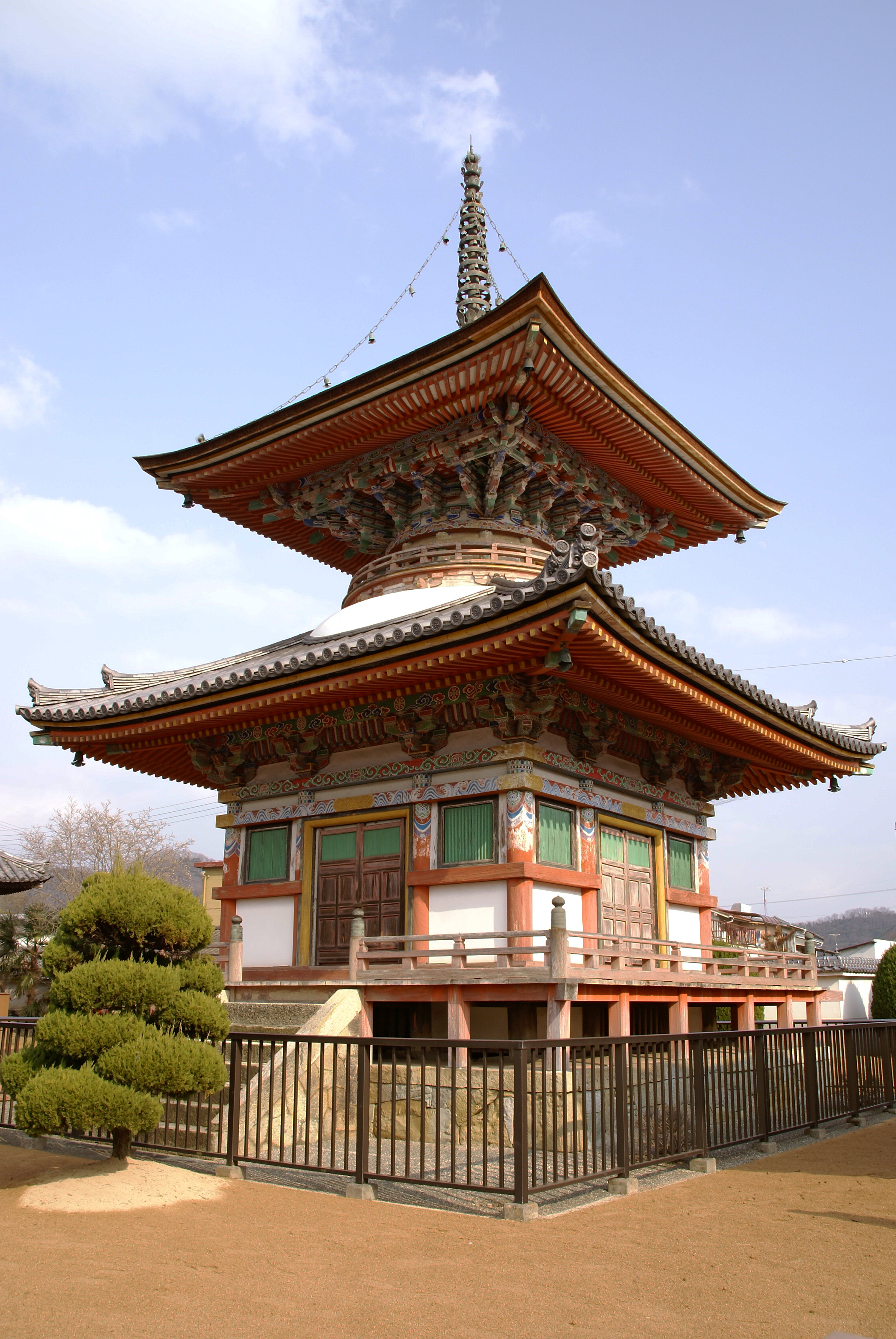
多宝塔
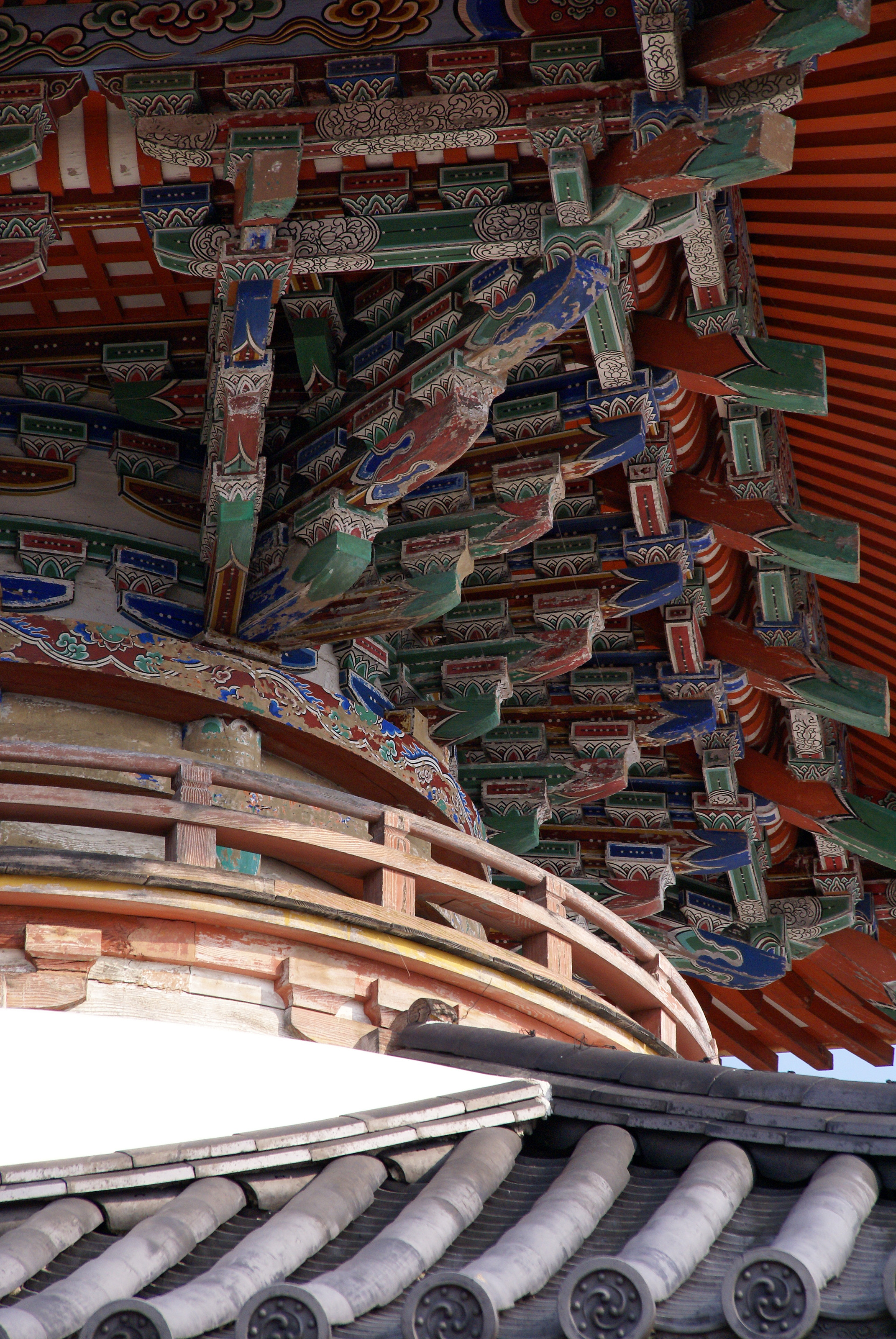
多宝塔軒下
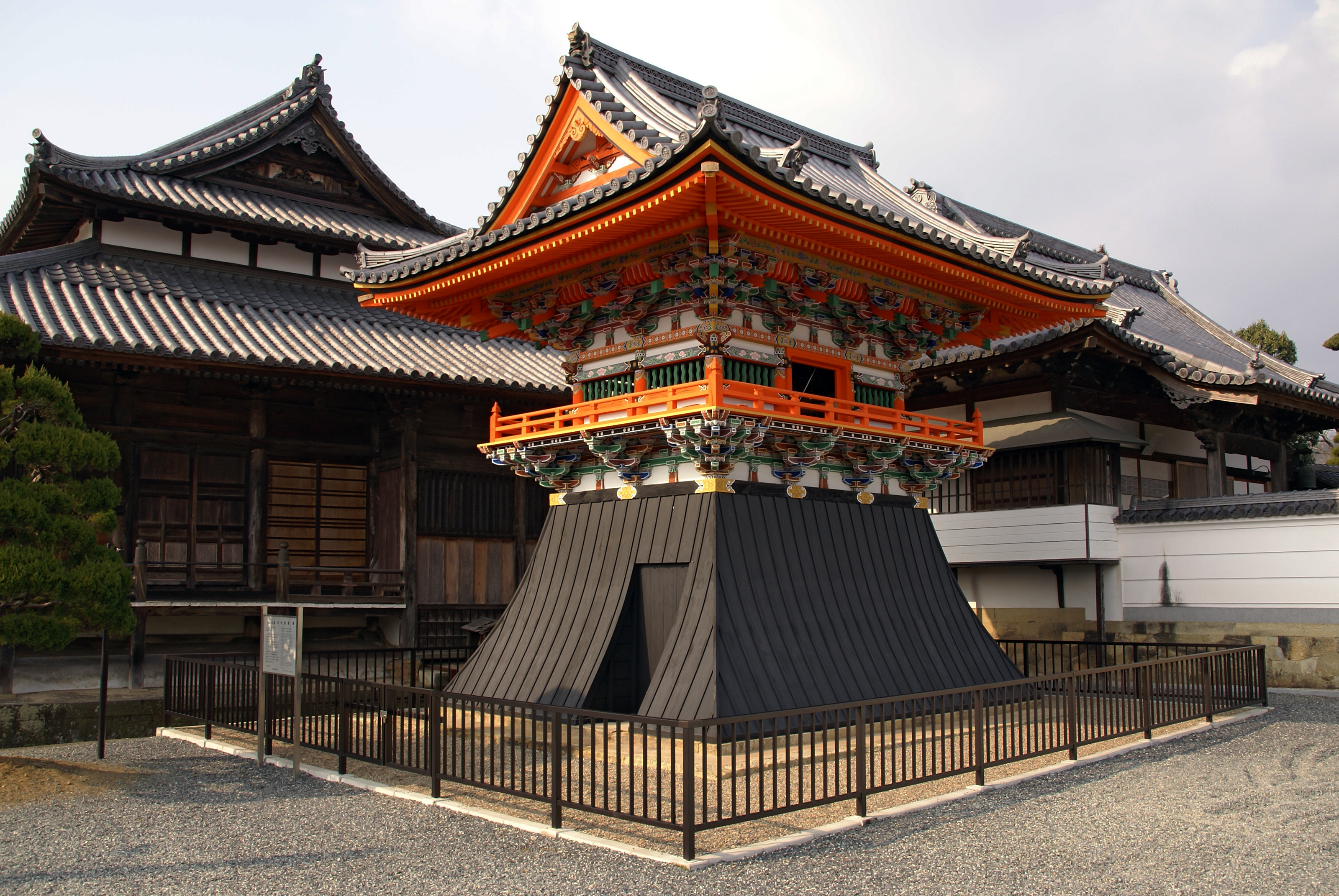
鐘楼
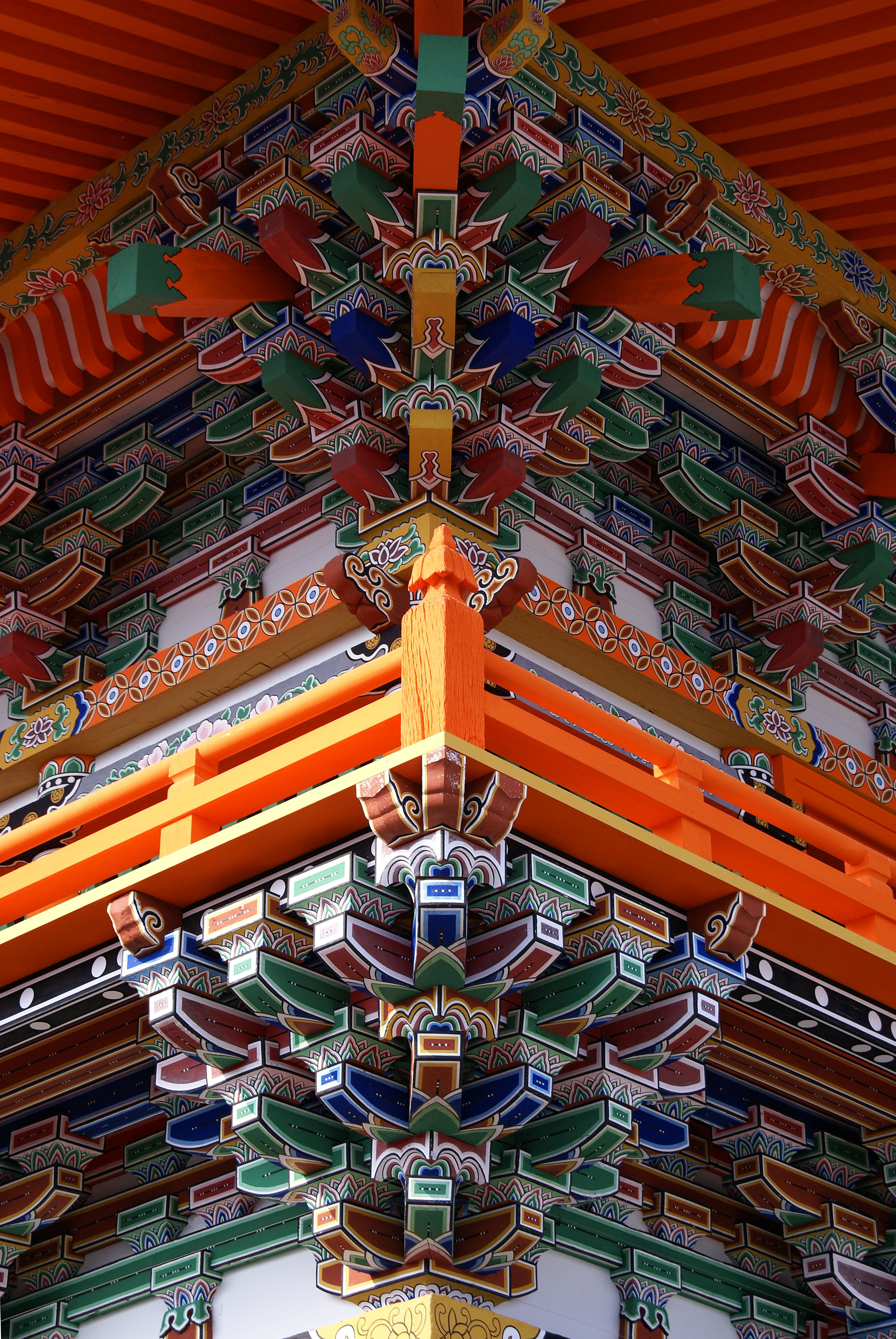
鐘楼軒下
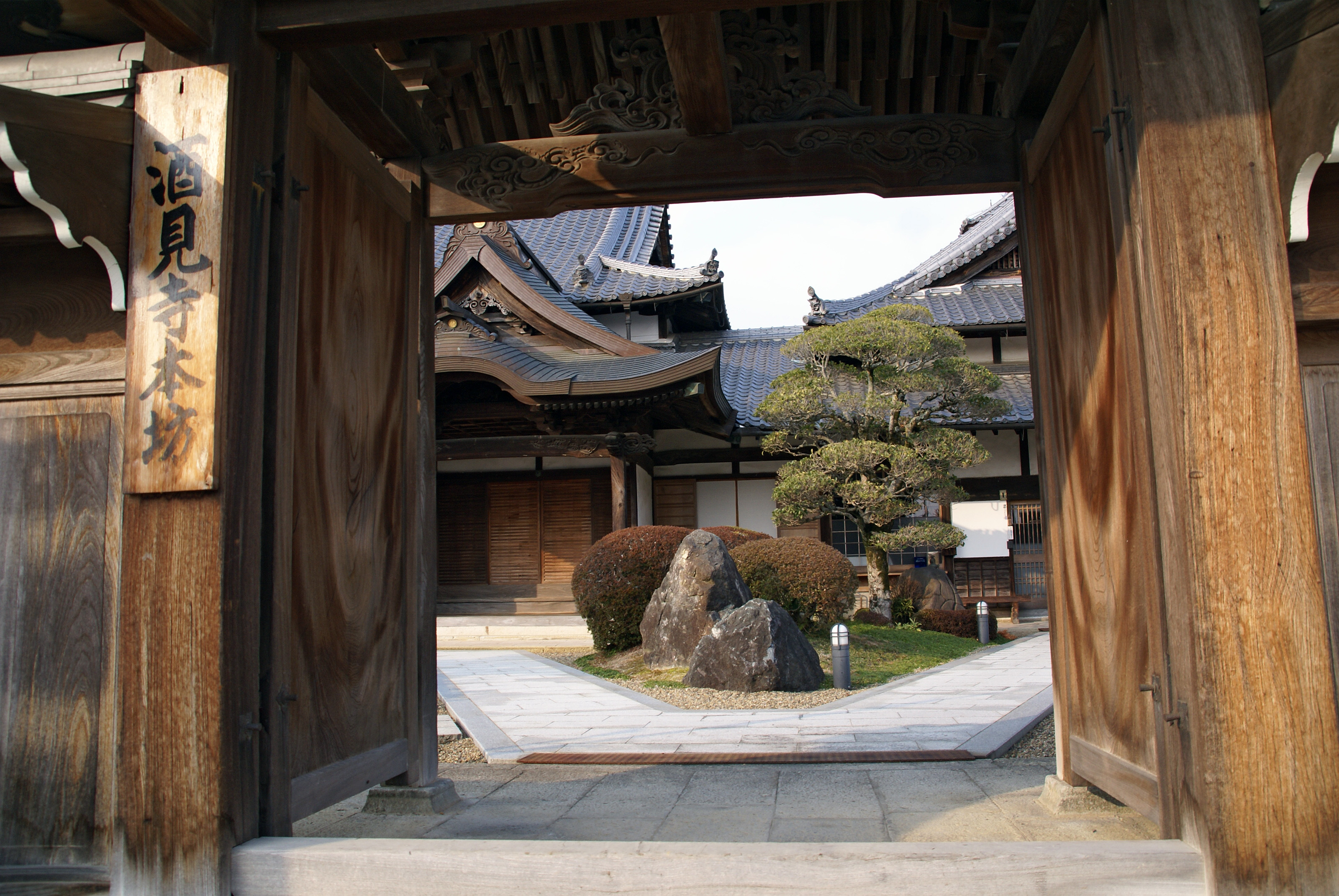
本坊
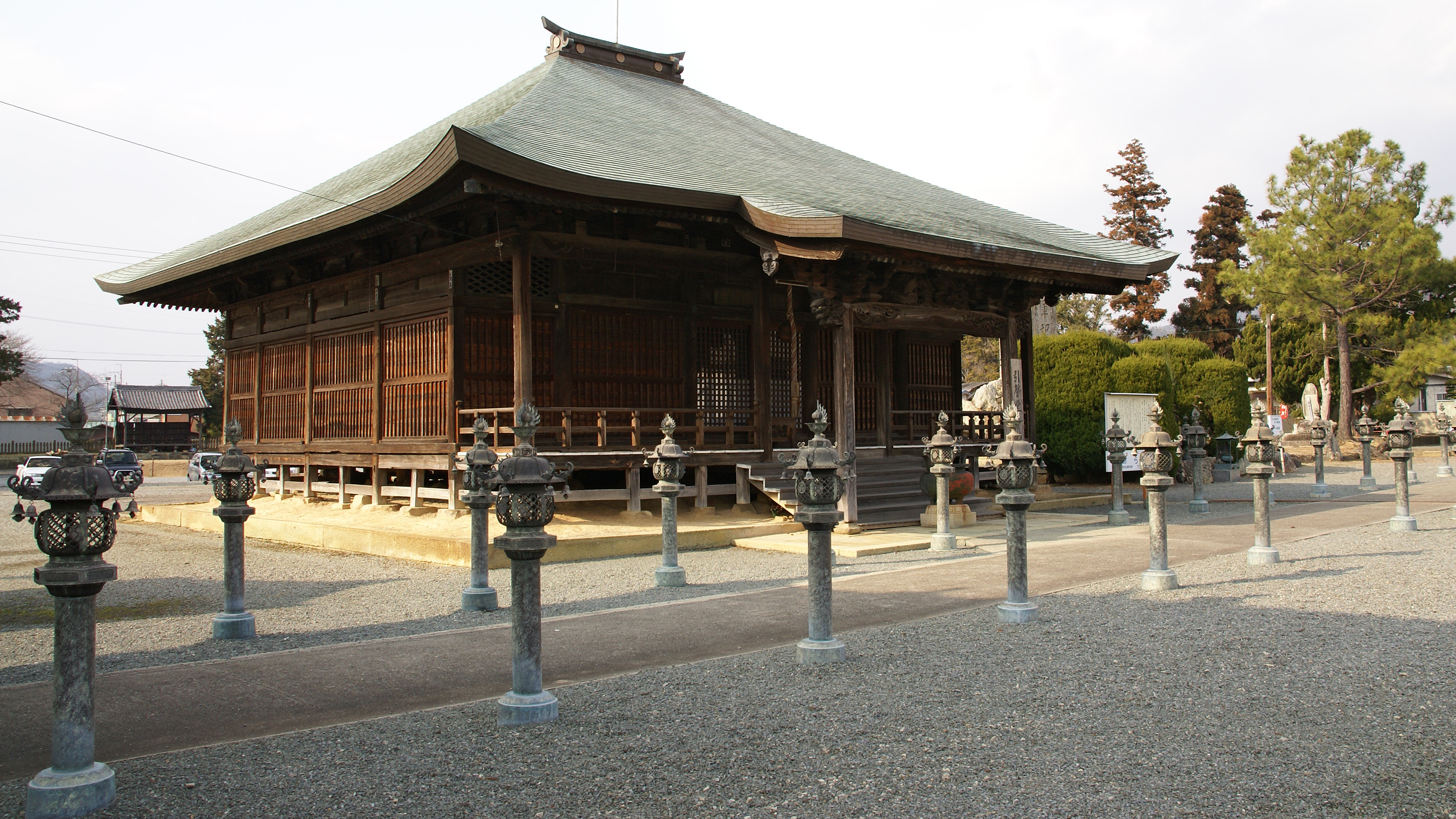
引聲堂

### 主な仏像
- 十一面観音菩薩（本尊） - 脇仏に多聞天・持国天。61年に一回開扉される秘仏、カヤ一木造
- 持国天・多聞天立像 - 寄木造、平安時代後期

## 文化財

### 重要文化財
- 多宝塔[1]

### 兵庫県指定有形文化財
- 鐘楼[2]
- 梵鐘[3]

### 加西市指定有形文化財
- 楼門[4]
- 酒見寺建造物群 6棟[4]
  - 本堂
  - 御影堂
  - 地蔵堂
  - 護摩堂・持仏堂
  - 常行堂
  - 観音堂

## 行事
一月元旦 - 修正会
五月八日 - 花祭
六月十五日 - 青葉祭
七月一日 - 大般若会
八月九日 - 四万六千縁日
八月十八日 - 盂蘭盆会
八月二十三日 - 地蔵盆
十一月 第二戌の日 - 辨天祭

## 前後の札所
新西国三十三箇所
客番 浄土寺 - 29 酒見寺 - 30 金剛城寺
播磨西国三十三箇所
15 法楽寺 - 16 酒見寺 - 17 普光寺
加西西国三十三箇所
32 陽松寺 - 33 酒見寺 - 番外 羅漢寺

## 所在地
〒675-2312 兵庫県加西市北条町北条1319 

## 交通アクセス
- 北条鉄道 北条町駅から徒歩約15分
- 神姫バス 「アスティアかさい」停留所から徒歩約15分

## 周辺情報
- 住吉神社（隣接。酒見寺が別当を務めた）
- 羅漢寺 旧 酒見寺伽藍の一部（五百羅漢）明治以降、薬師堂が移築され一寺院となった
- 一乗寺